# Glochidion sisparense
Espèce
Synonymes
- Diasperus arboreus (Wight) Kuntze[2]
- Diasperus neilgerrhensis (Wight) Kuntze[2]
- Diasperus perrottetianus (Müll.Arg.) Kuntze[2]
- Glochidion arboreum Wight[2]
- Glochidion neilgherrense Wight[2]
- Glochidion pachycarpum Alston[2]
- Glochidion sisparense Gamble[2]
- Lobocarpus candolleanus Wight & Arn.[2]
- Phyllanthus arboreus (Wight) Müll.Arg.[2]
- Phyllanthus neilgherrensis (Wight) Müll.Arg.[2]
- Phyllanthus perrottetianus Müll.Arg.[2]

Statut de conservation UICN

 EN B1+2c : En danger
Glochidion sisparense est une espèce de plantes à fleurs de la famille des Phyllanthaceae.

## Publication originale
- Flora of the Presidency of Madras 1307. 1925.